# Error de sintaxis

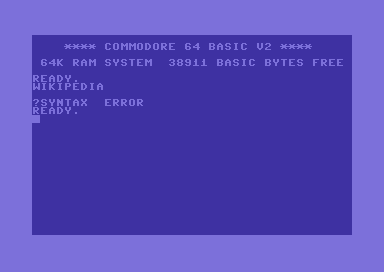
Mensaje de error de sintaxis del Commodore C64

Un error de sintaxis en informática y programación es una violación a las reglas de sintaxis en los lenguajes de programación. Se producen cuando la estructura de una de las instrucciones infringen una o varias reglas sintácticas definidas en ese lenguaje de programación.
Un error de sintaxis se produce al escribir, incorrectamente, alguna parte del código fuente de un programa. De forma que, dicho error impedirá, tanto al compilador como al intérprete, traducir dicha instrucción, ya que, ninguno de los dos entenderá qué le está diciendo el programador.
Los errores lógicos son mucho más difíciles de localizar que los errores de sintaxis. Es más fácil darse cuenta si la palabra huevos está escrita incorrectamente en una receta que decir si se ha añadido demasiados huevos o se han añadido demasiado pronto.